# 森愛子
森 愛子（もり あいこ、1983年3月22日 - ）は、日本の女性声優。大阪府大阪市出身。血液型はA型。2008年11月までは81プロデュースに所属していた。

## 出演作品

### テレビアニメ
2005年
- とっとこハム太郎（相手選手、男の子）
- MAJOR 1st season（選手、山根、松本、新人）
- MÄR -メルヘヴン-（女生徒、少年）

2006年
- ガラスの仮面（平成版）（子供）
- きらりん☆レボリューション（2006年 - 2007年、女性客、少年、女性、おばあさん）
- 白い恋人（ドウ）
- ポケットモンスター アドバンスジェネレーション（ゴロウ）

2007年
- Over Drive（チームメイト）
- D.Gray-man（サッカーの少年B）
- ぷるるんっ!しずくちゃん（ドロッチの手下）

### ゲーム
- 理不尽合体ハカセロボ（乾ウメミ）

### ラジオ
- 声優王国!あんたの声が好きやねん